# Bosnische gemeenschap in Nederland
De Bosnische gemeenschap in Nederland bestaat uit in Nederland levende Bosniërs en Nederlanders van Bosnische afkomst. De leden van deze gemeenschap worden Bosnische Nederlanders, of Neder-Bosniërs genoemd. 
Kleine aantallen Bosniërs kwamen al tijdens de zeventige jaren, toentertijd Joegoslaven. De scheepvaart- en industriesector hadden een zeer grote vraag naar arbeiders waarin de autochtone bevolking niet kon voorzien. 
De overgrote meerderheid, kwam tussen 1992 en 1995, tijdens de oorlog die woedde in Bosnië en Herzegovina. De Nederlandse staat, opende de deuren voor deze vluchtelingen en de meeste kozen om na de oorlog hier te blijven.
Het exacte aantal Bosnische Nederlanders is niet bekend. Schattingen variëren, maar hun aantal bedraagt minstens 63.000. Zij leven grotendeels geconcentreerd in enkele gemeenten; bijna een kwart woont in Rotterdam. Ook in Amsterdam, Utrecht en Eindhoven wonen veel Bosniërs. De overgrote meerderheid van de Bosnische Nederlanders bezit de Nederlandse nationaliteit; een kleine meerderheid is in Nederland geboren. De reden dat het exacte aantal niet bekend is, is omdat Bosnië en Herzegovina destijds tot Joegoslavië behoorde en Bosniërs toen als (voormalig)Joegoslaaf werden bestempeld.

## Bosnische organisaties in Nederland
In Nederland zijn verschillende Bosnische organisaties actief, zoals Platform BiH (overkoepelende organisatie voor Bosniërs in Nederland) Mladi BiH (jongerenorganisatie voor Bosnische jongeren in Nederland) en BiHRO (organisatie voor Bosniërs in de regio Rotterdam). 